# Papuandra
Papuandra is een kevergeslacht uit de familie van de boktorren (Cerambycidae). De wetenschappelijke naam van het geslacht werd voor het eerst geldig gepubliceerd in 2010 door Santos-Silva, Heffern & Matsuda.

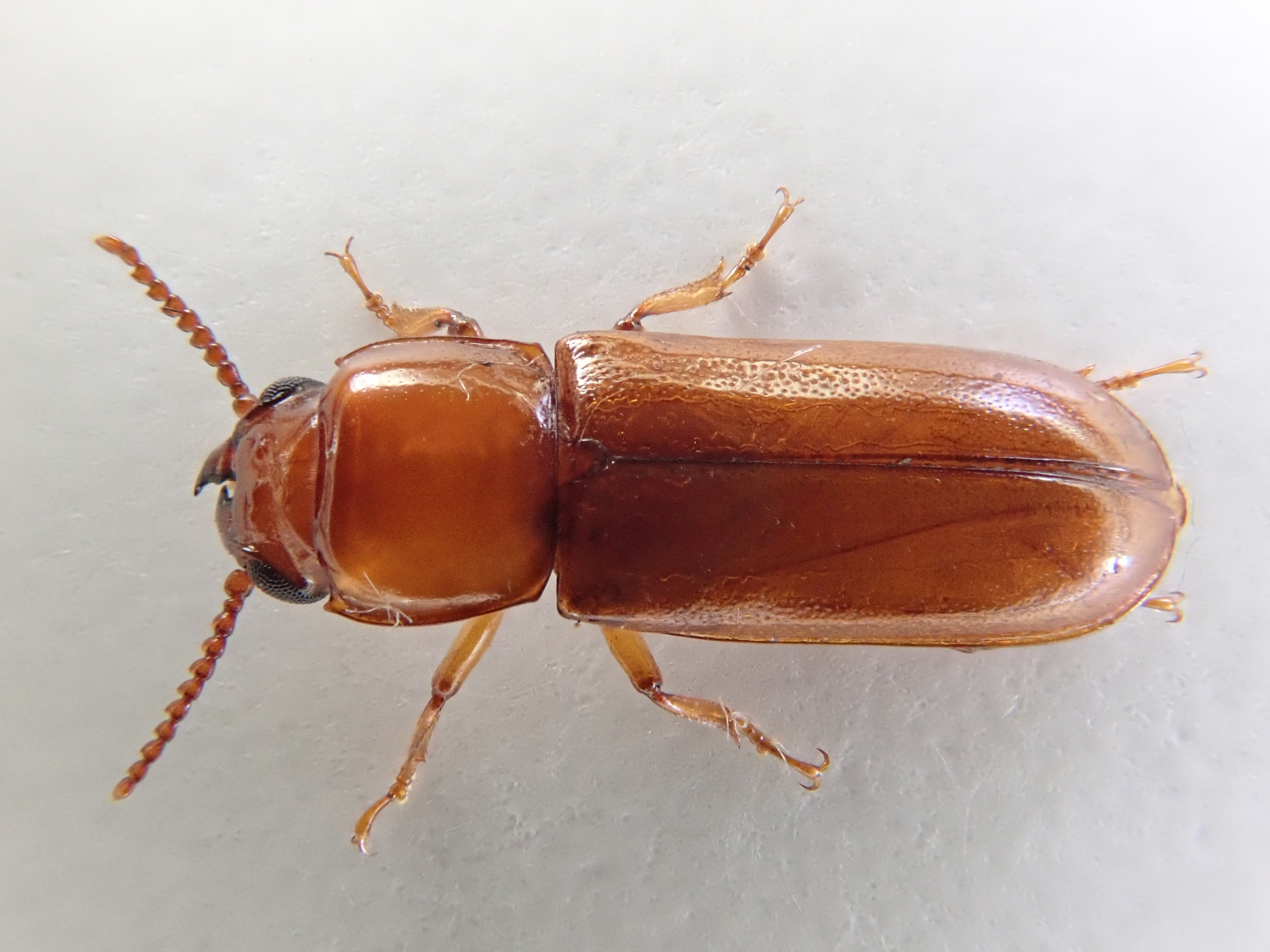
Papuandra norfolkensis

## Soorten
Papuandra omvat de volgende soorten:
- Papuandra araucariae (Gressitt, 1959)
- Papuandra gressitti Santos-Silva, Heffern & Matsuda, 2010
- Papuandra norfolkensis Santos-Silva, Heffern & Matsuda, 2010
- Papuandra oberthueri Santos-Silva, Heffern & Matsuda, 2010
- Papuandra queenslandensis Santos-Silva, Heffern & Matsuda, 2010
- Papuandra rothschildi Santos-Silva, Heffern & Matsuda, 2010
- Papuandra weigeli Santos-Silva, Heffern & Matsuda, 2010